# Centroscyllium nigrum
Centroscyllium nigrum är en hajart som beskrevs av Garman 1899. Centroscyllium nigrum ingår i släktet Centroscyllium och familjen lanternhajar. IUCN kategoriserar arten globalt som otillräckligt studerad. Inga underarter finns listade i Catalogue of Life.